# Palacio de Oru
El Palacio de Oru (en estonio: Oru loss) Era un palacio y castillo en la parte noreste de Toila en el valle de Virú, Parroquia de Jõhvi en el condado de Ida-Viru, Estonia.
El castillo fue originalmente la casa de vacaciones de un comerciante ruso, Grigory Jelisejev, y más tarde la residencia de verano del jefe de Estado estonio. Fue construido en el estilo renacentista italiano por Gavril Baranovski, con un parque diseñado por Georg Kuphaldt. El edificio de 57 habitaciones y tres pisos fue completado en 1899.
Hasta 1940 sirvió como residencia de verano del presidente estonio Päts Konstantin. El 13 de agosto de 1941, un incendio provocado por los soviéticos en retirada destruyó gran parte del palacio. Hoy unos jardines notables se encuentran aquí.